# PEM (cryptografie)
PEM of Privacy Enhanced Mail, soms ook wel Privacy-enhanced Electronic Mail, is een encryptiemethode die met Pretty Good Privacy PGP is te vergelijken. Het wordt niet meer gebruikt. PEM bood ongeveer dezelfde functionaliteit als PGP, maar PEM was een officiële internetstandaard, terwijl PGP dat niet is. Beide technieken waarborgen de privacy en authenticatie bij het versturen van e-mails. Waar PGP International Data Encryption Algorithm IDEA gebruikt met een sleutel van 128 bit, gebruikt PEM de Data Encryption Standard DES met een sleutel van 56 bit, wat een beveiligingsrisico inhoudt. PGP heeft het mede hierdoor wat populariteit betreft van PEM gewonnen. Het was met PEM verplicht bij iedere e-mail een digitale handtekening mee te sturen.